# Буркард IV фон Юзенберг
Буркард IV фон Юзенберг (на немски: Burkard IV Herr von Üsenberg; † 28 декември 1336) е благородник от род Юзенберг, господар на Юзенберг. Родът е значим в Брайзгау от 11 до 14 век; те основават множество градове като Кенцинген (1249 от Рудолф II) и Зулцбург (ок. 1280) в Баден-Вюртемберг. Замъкът Юзенбург е построен през 11 век и унищожен през 1291 г.

## Произход и наследство
Той е син на господар Хесо IV фон Юзенберг (1283 – 1331). Внук е на Буркхард III фон Юзенберг-Кенцинген († 13 април 1305). Правнук е на Рудолф II фон Юзенберг/Кенцинген († 1259) и първата му съпруга Кунигунда фон Катценелнбоген († 1253). Потомък е на Хесо фон Айхщетен († сл. 27 юли 1072) и съпругата му Гута.
Сестра му Уделхилд фон Юзенберг († сл. 1322) се омъжва за Йохан I фон Шнабелбург, фогт на Шварценберг († сл. 1315).
След разделянето на господството ок. 1290 г. родът губи бързо значението си. Със синът му Хесо V фон Юзенберг († 1379) изчезва родът на господарите на Юзенберг.

## Фамилия
Първи брак: с жена с неизвестно име. Те имат една дъщеря:
- Агнес фон Юзенберг († сл. 12 юли 1356), омъжена за маркграф Хайнрих IV фон Баден-Хахберг († 1369)

Втори брак: пр. 12 март 1319 г. с Лугарт фон Геролдсек, дъщеря на Херман II фон Геролдсек, фогт на Ортенау († 1298) и Ута фон Тюбинген († сл. 1302), дъщеря на граф Рудолф I фон Тюбинген-Херенберг († 1277) и втората му съпруга графиня Аделхайд фон Еберщайн-Сайн († сл. 1277). Те имат три деца:
- Клемента фон Юзенберг († сл. 1352), омъжена I. за Ото I фон Тирщайн († 1352), II. сл. 1352 г. за Хайнрих фон Блуменек († сл. 17 октомври 1363)
- Хесо V фон Юзенберг († между 6 февруари 1379 – 17 септември 1379), последният господар на Юзенберг, женен I. 1356 г. за Гизела Малтерер († 4 февруари 1363), II. сл. 4 февруари 1363 г. за Агнес фон Хоенгеролдсек († сл. 1404)
- Йохан фон Юзенбер-Ендинген († между 1 януари 1376 – 18 юли 1376), господар на Юзенберг-Ендинген, женен I. пр. 23 юни 1347 г. за Анна фон Киркел († сл. 1347), II. за Йонета фон Андлау